# فوجیوارا نو اونشی
فوجیوارا نو اونشی (انگلیسی: Fujiwara no Onshi؛ 885 – ۹ فوریهٔ ۹۵۴) کوگو یا امپراتریس کوچک‌ترین دختر فوجیوارا نو موتوتسونه (کانپاکو و سشو) در دوره هی‌آن اهل ژاپن بود.